# Llista de peixos de Tuvalu

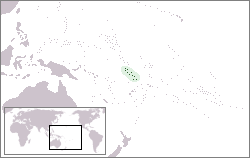
Localització de Tuvalu a Oceania

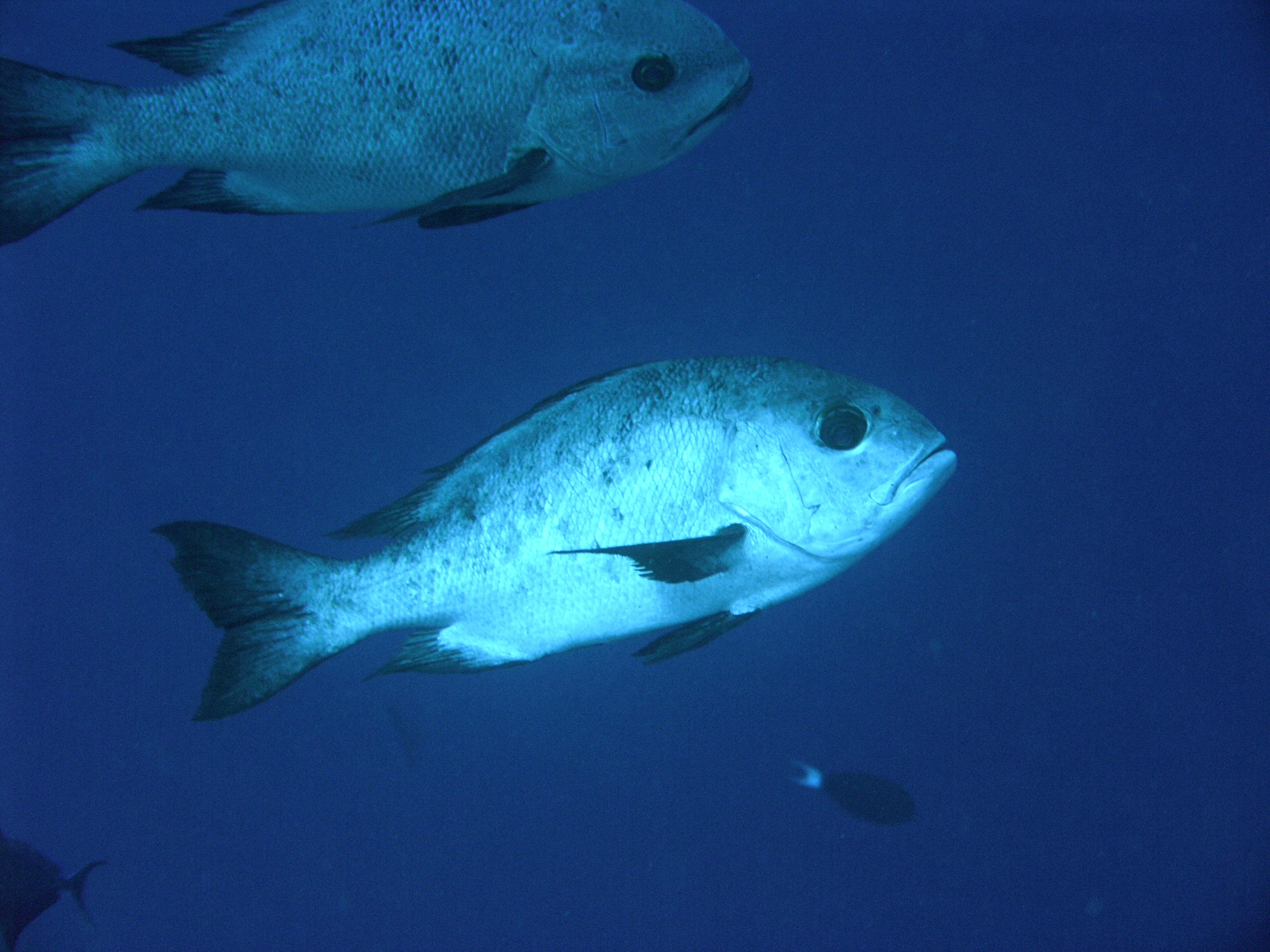
Macolor niger

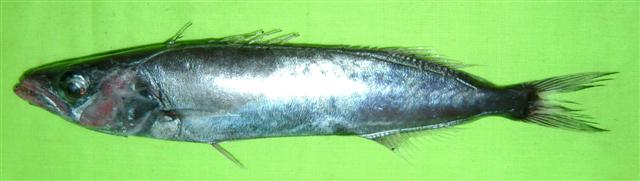
Neoepinnula orientalis

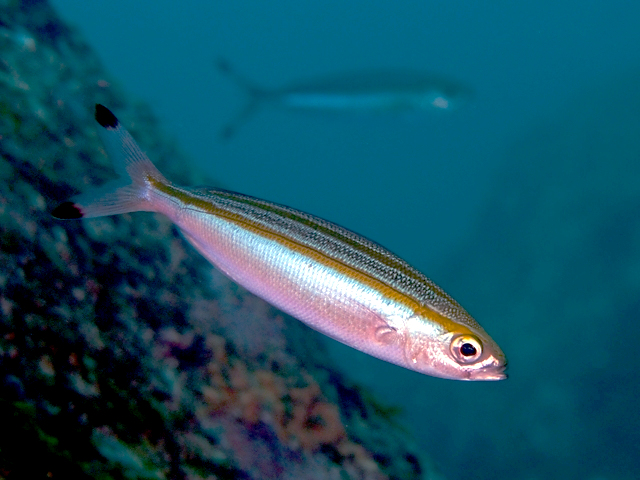
Pterocaesio trilineata

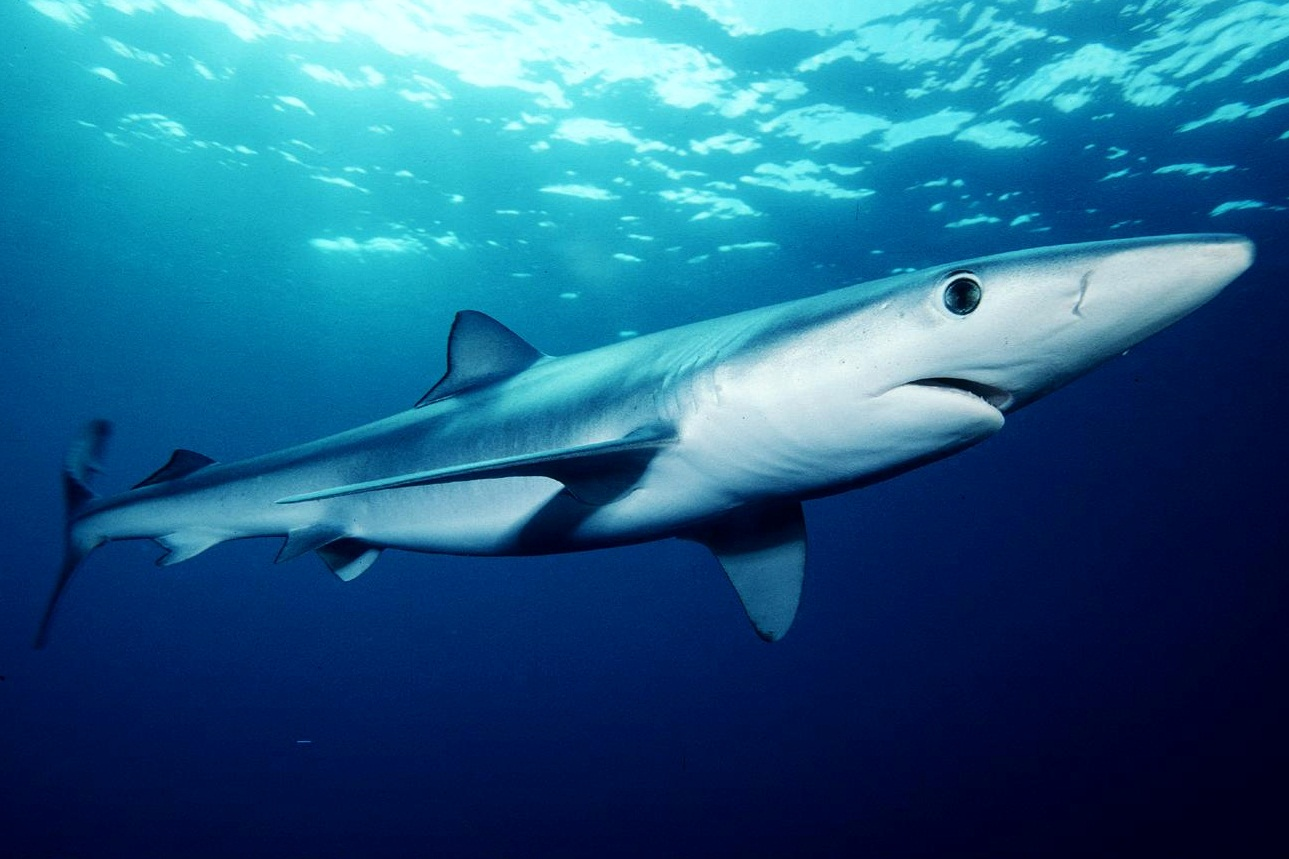
Tintorera (Prionace glauca)

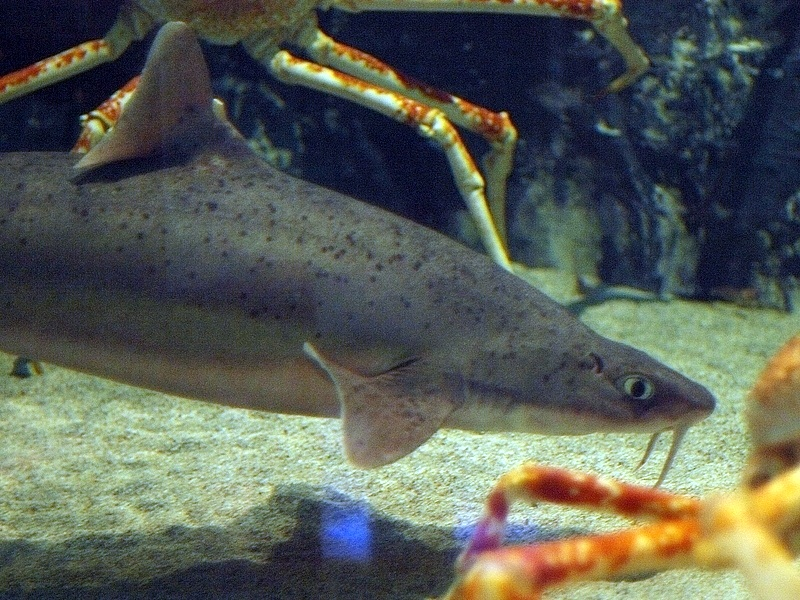
Cirrhigaleus barbifer

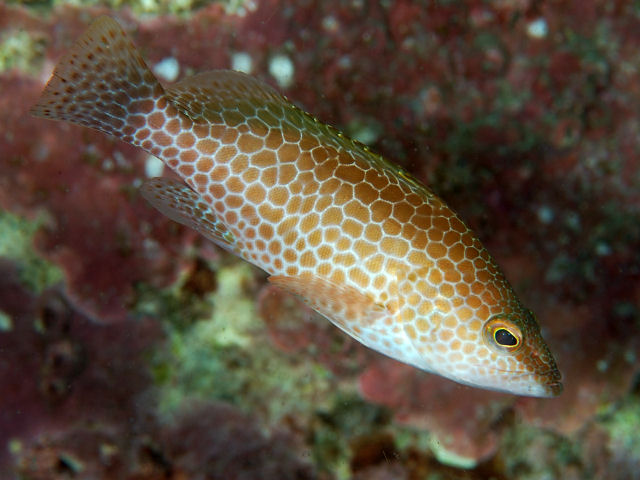
Epinephelus chlorostigma

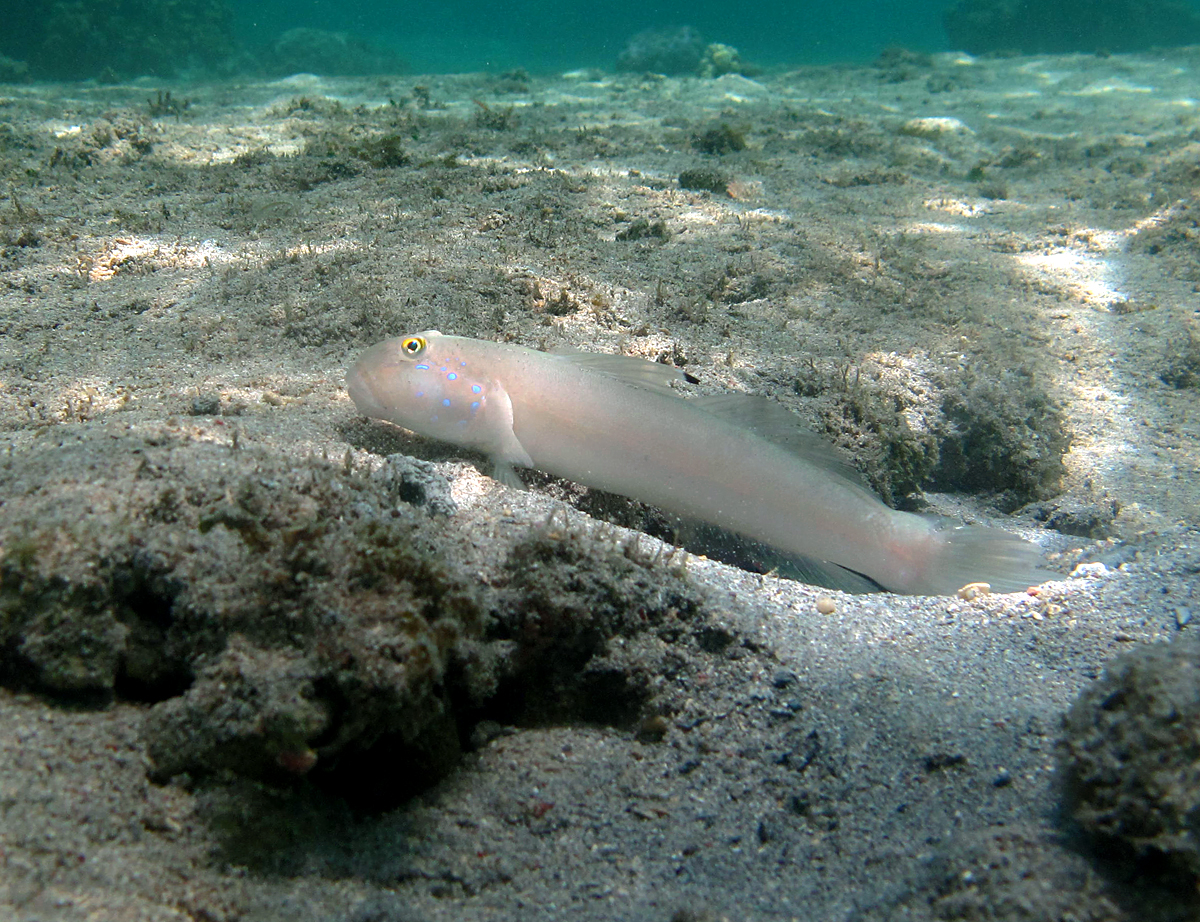
Valenciennea sexguttata

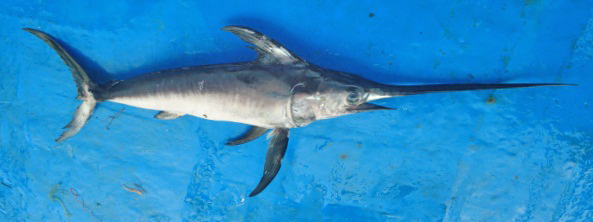
Emperador (Xiphias gladius)

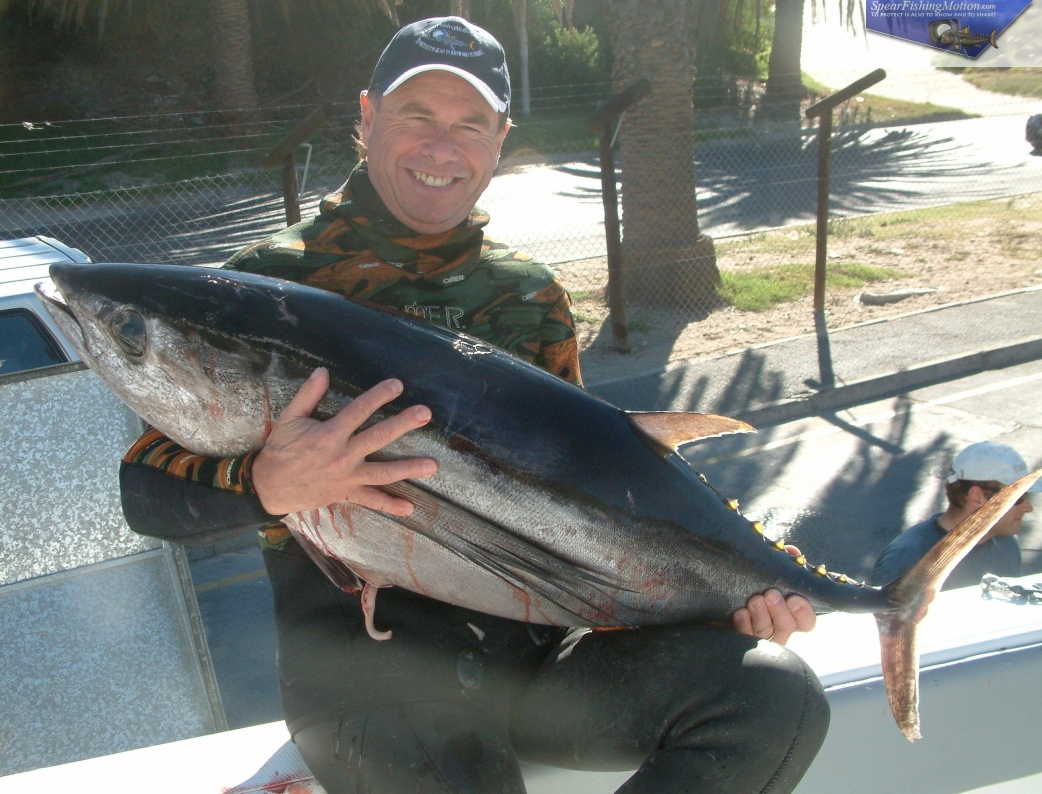
Bacora (Thunnus alalunga)

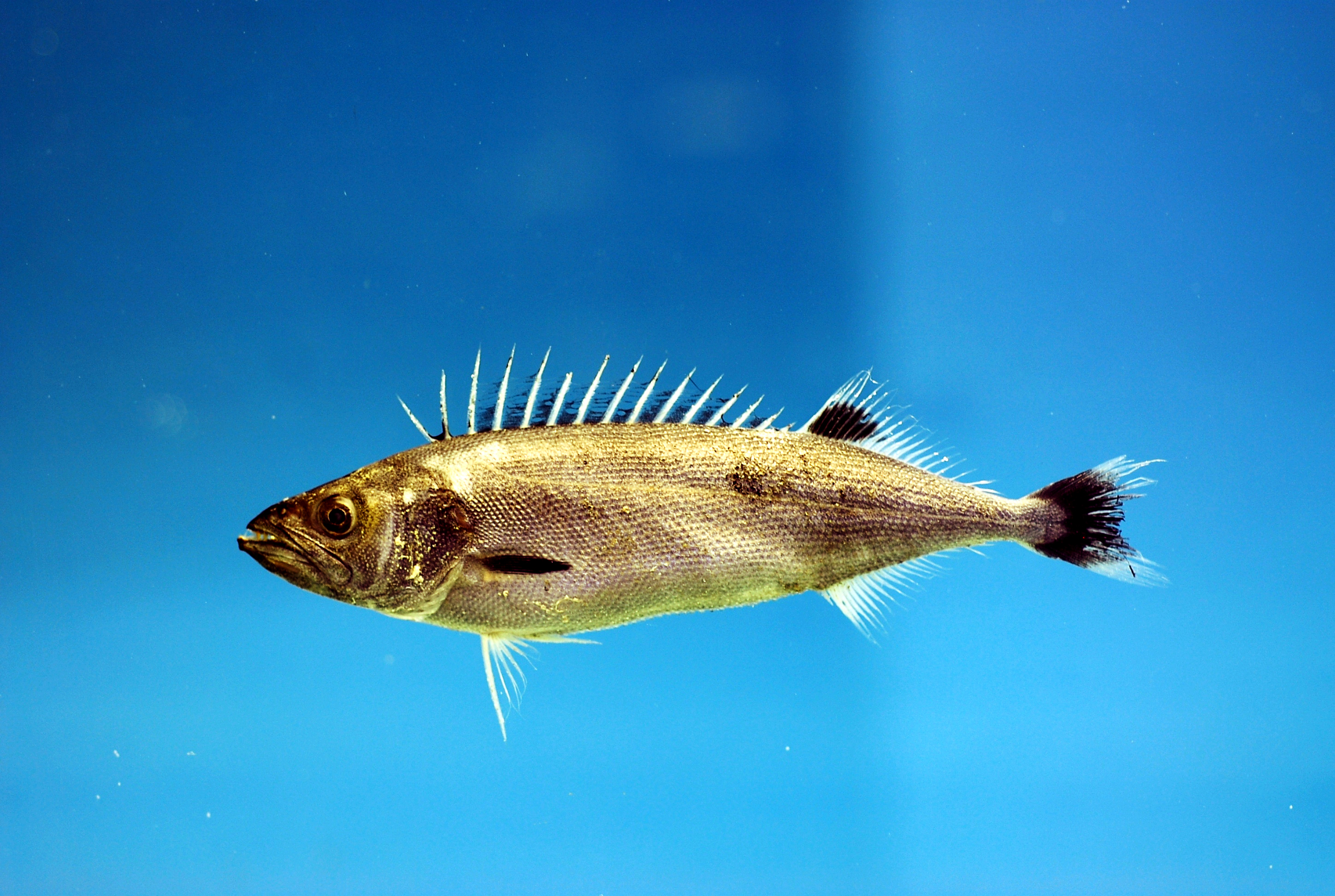
Ruvet (Ruvettus pretiosus)

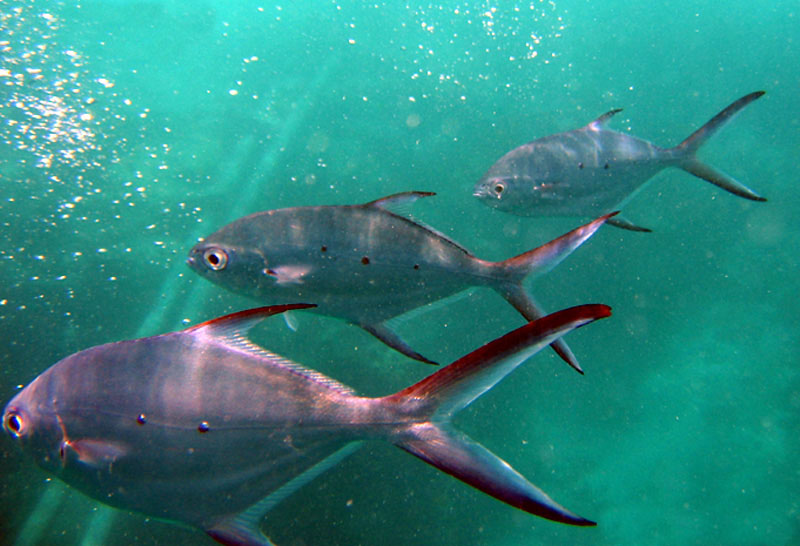
Trachinotus baillonii

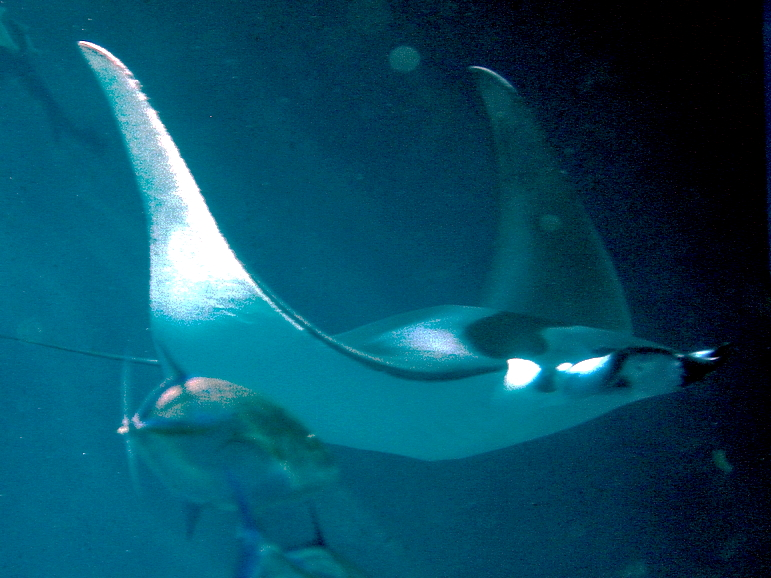
Mobula japanica

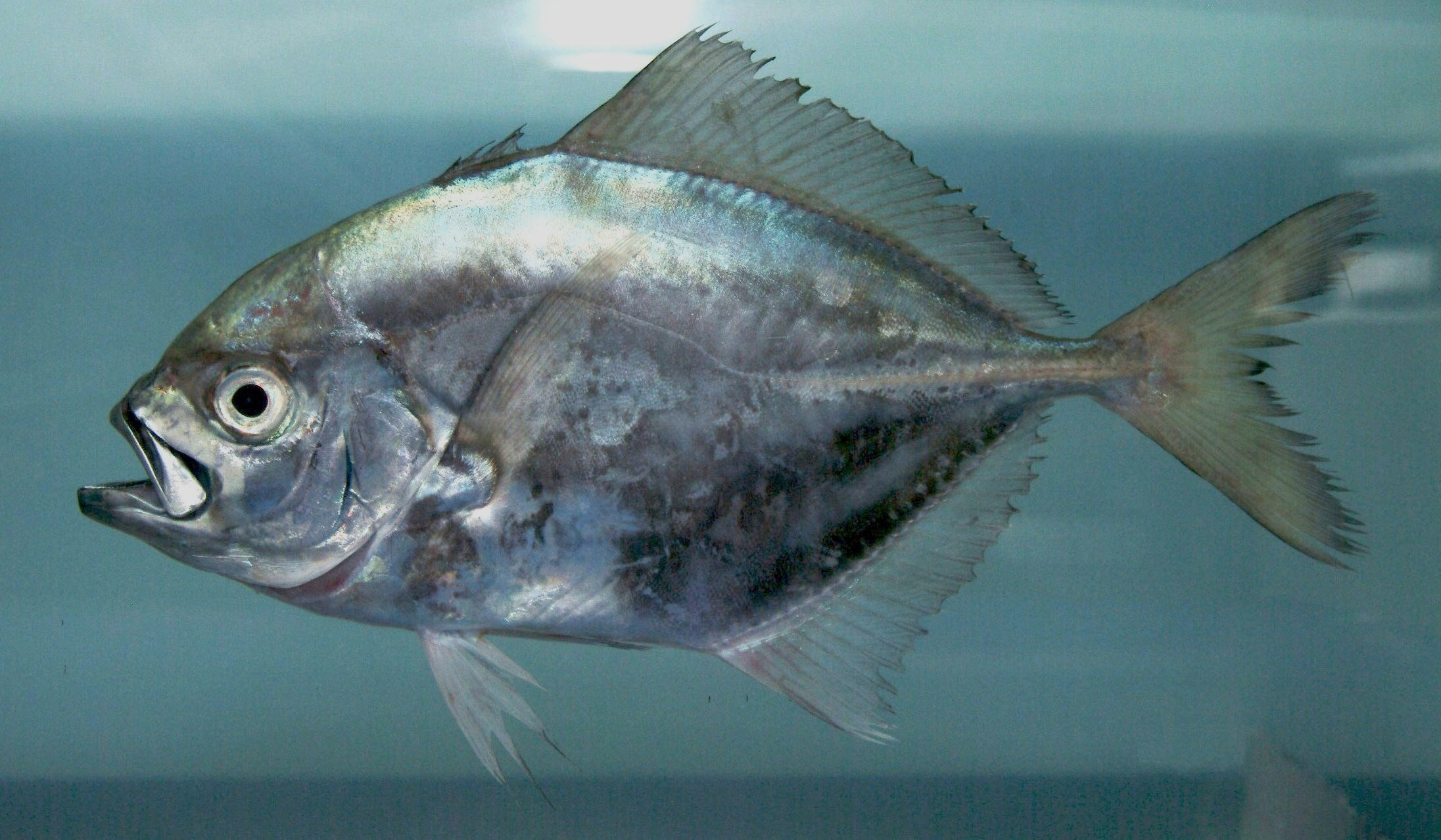
Uraspis secunda

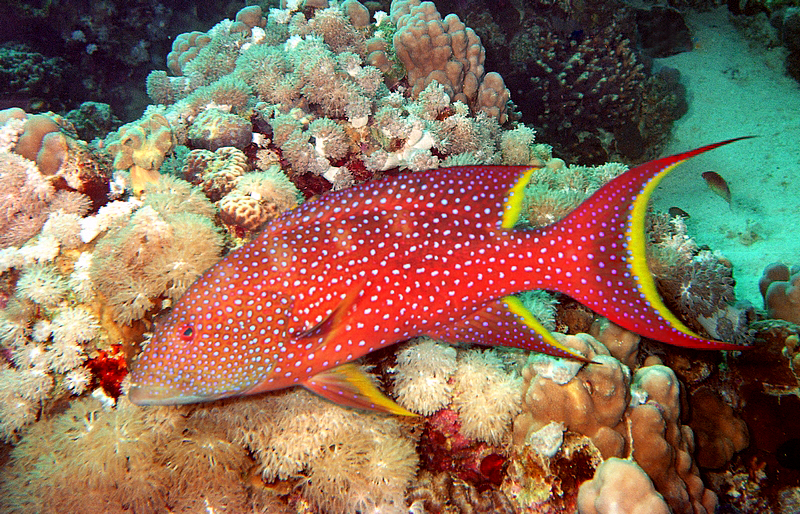
Variola louti

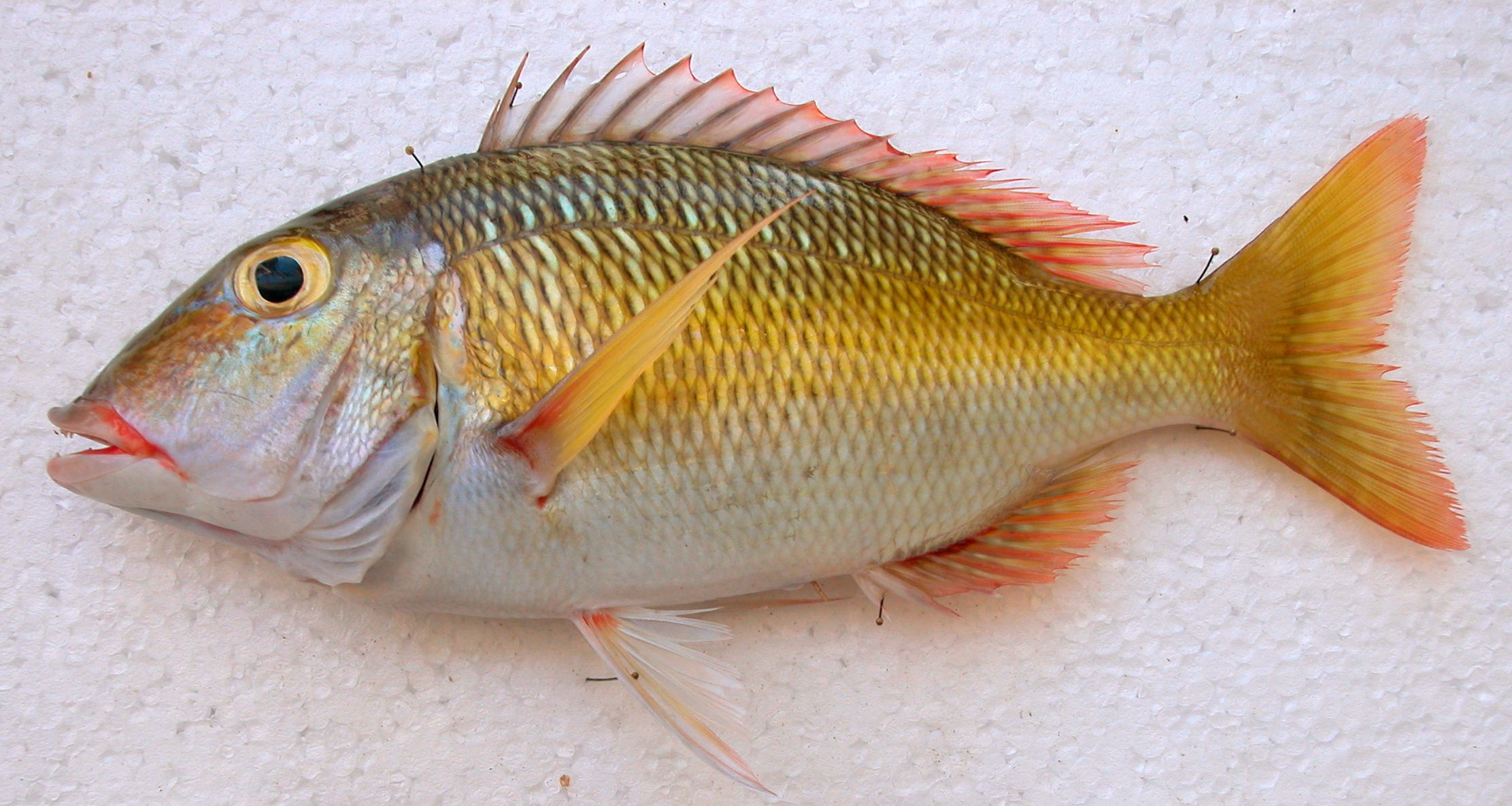
Lethrinus atkinsoni

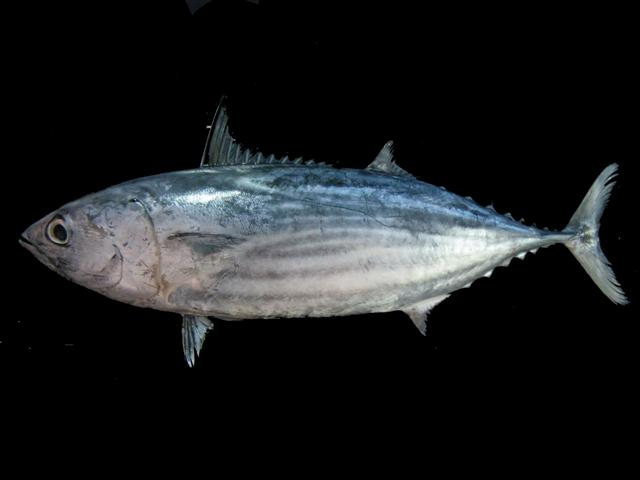
Bonítol de ventre ratllat (Katsuwonus pelamis)

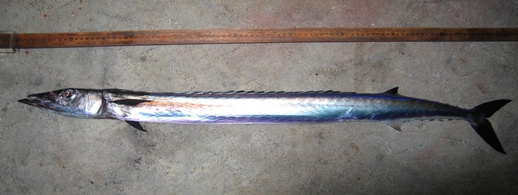
Gempylus serpens

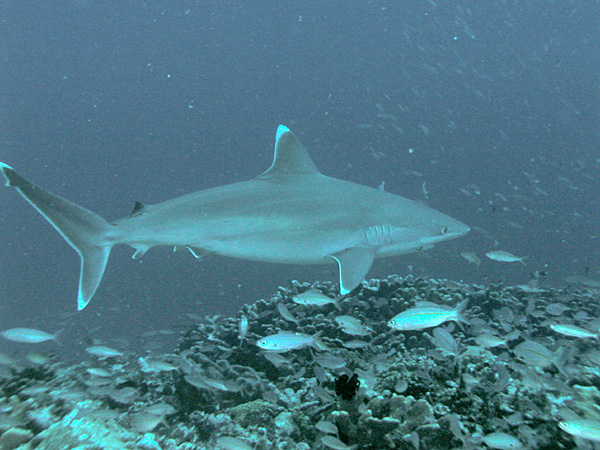
Carcharhinus albimarginatus

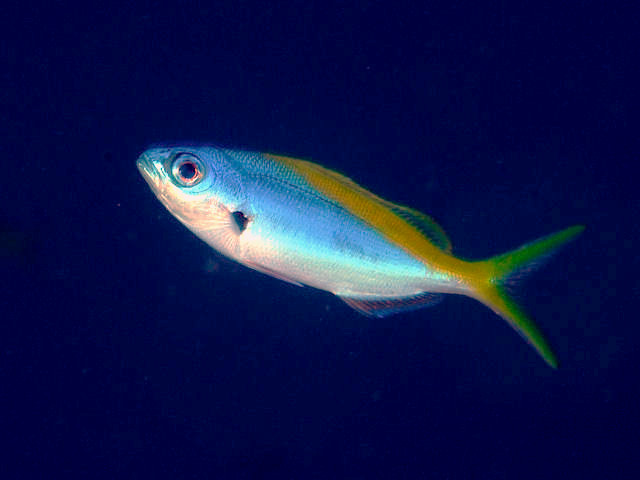
Caesio teres

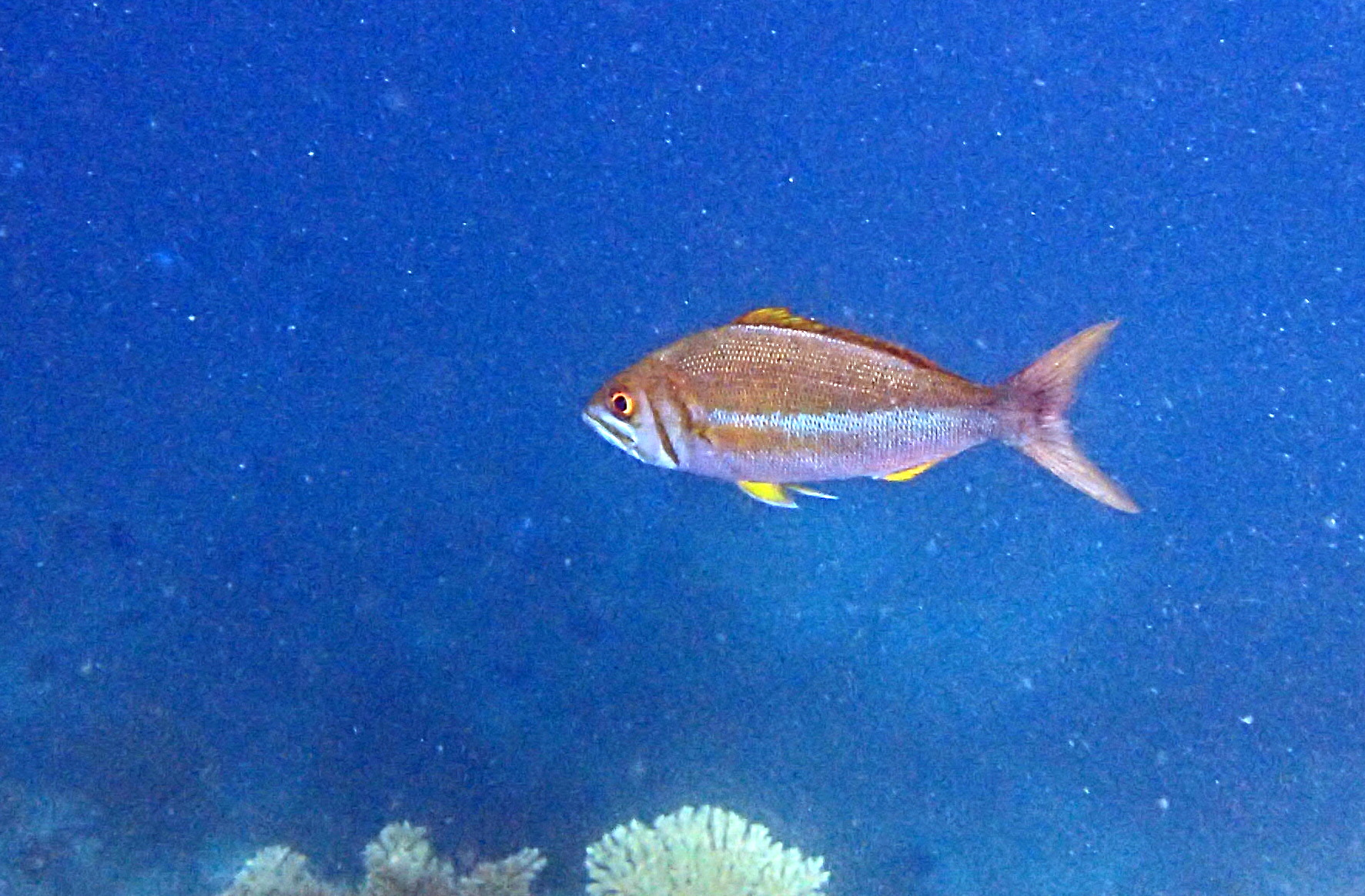
Aphareus furca

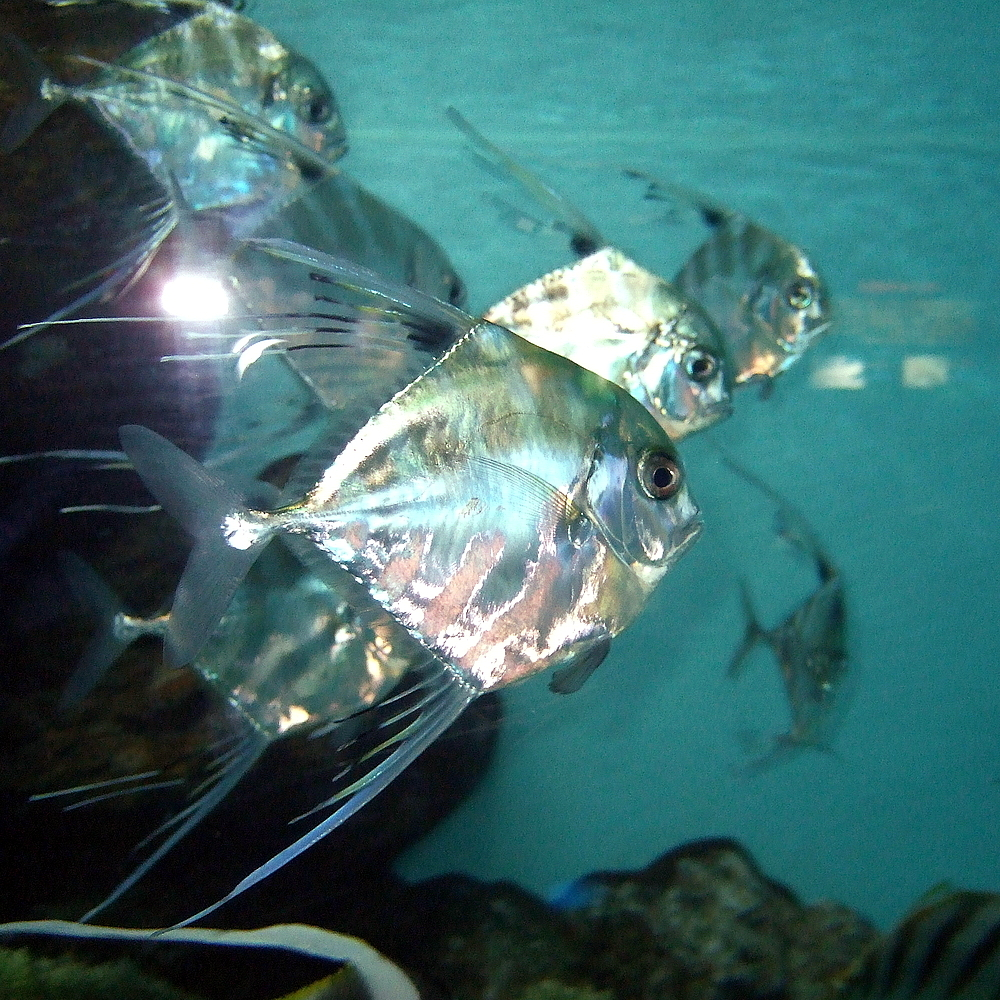
Alectis ciliaris

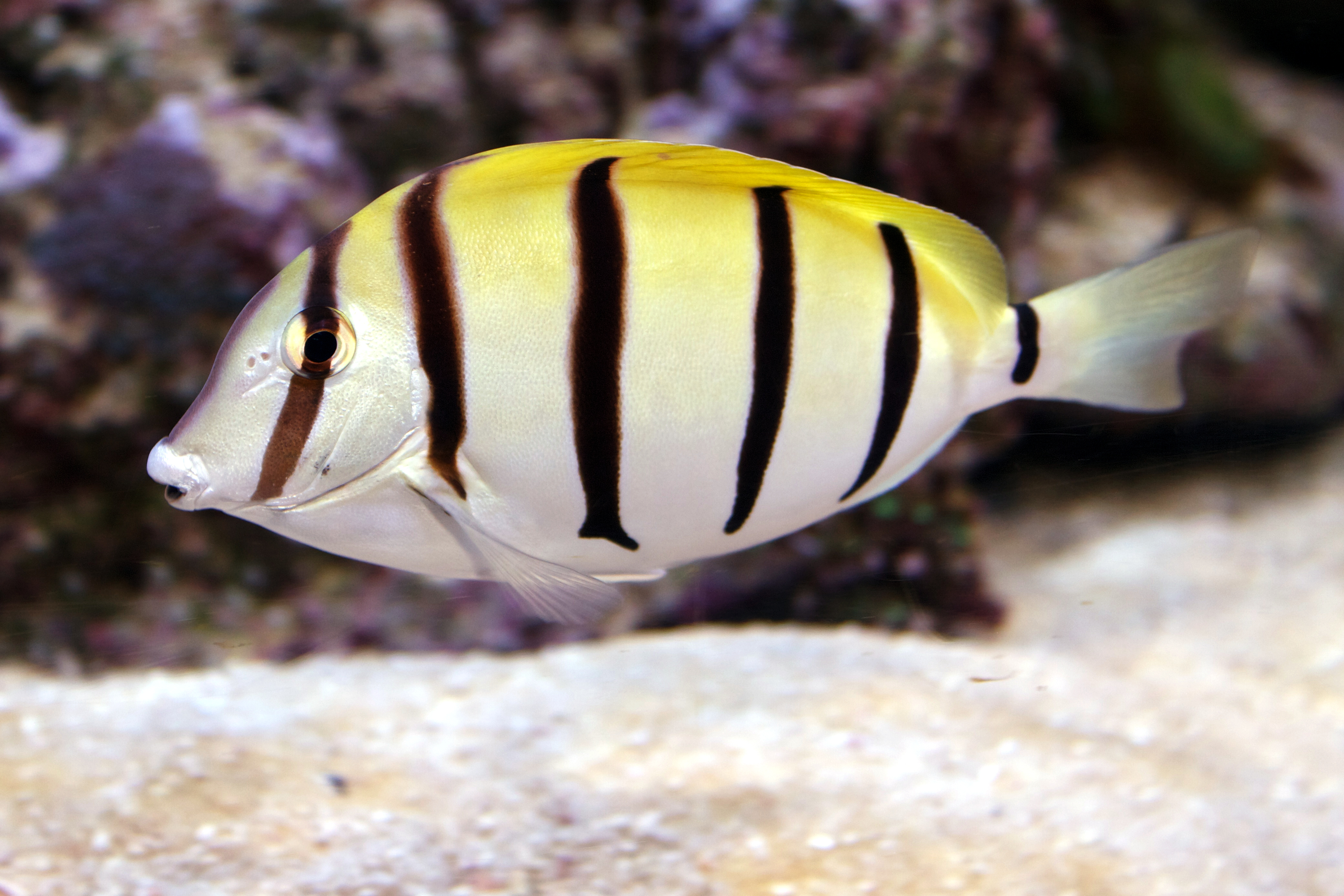
Acanthurus triostegus

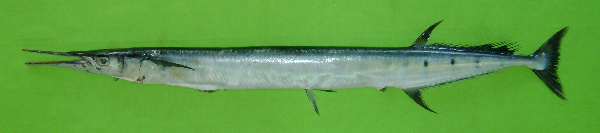
Ablennes hians

Aquesta llista de peixos de Tuvalu - incompleta - inclou 189 espècies de peixos que es poden trobar a Tuvalu ordenades per l'ordre alfabètic de llur nom científic.

## A
- Ablennes hians
- Acanthocybium solandri
- Acanthurus triostegus
- Alectis ciliaris
- Alectis indica
- Alopias pelagicus
- Amblygaster sirm
- Aphareus furca
- Aphareus rutilans
- Aprion virescens
- Ariomma brevimanum
- Atule mate
- Auxis thazard

## B
- Beryx decadactylus
- Beryx splendens
- Blenniella paula

## C
- Caesio caerulaurea
- Caesio teres
- Carangoides chrysophrys
- Carangoides ferdau
- Carangoides hedlandensis
- Carangoides malabaricus
- Carangoides orthogrammus
- Carangoides plagiotaenia
- Caranx ignobilis
- Caranx lugubris
- Caranx melampygus
- Caranx sexfasciatus
- Caranx tille
- Carcharhinus albimarginatus
- Carcharhinus amblyrhynchos
- Carcharhinus longimanus
- Carcharhinus melanopterus
- Carcharhinus obscurus
- Carcharhinus plumbeus
- Carcharhinus sorrah
- Carcharodon carcharias
- Centropyge bicolor
- Cephalopholis argus
- Cephalopholis aurantia
- Cephalopholis igarashiensis
- Cephalopholis miniata
- Cephalopholis sexmaculata
- Chanos chanos
- Cirrhigaleus barbifer
- Conger cinereus
- Coryphaena equiselis
- Coryphaena hippurus
- Ctenochaetus binotatus
- Ctenochaetus cyanocheilus
- Ctenochaetus marginatus
- Ctenochaetus striatus

## D
- Dasyatis akajei
- Decapterus macrosoma
- Decapterus tabl
- Diplospinus multistriatus
- Drepane punctata

## E
- Elagatis bipinnulata
- Encrasicholina punctifer
- Epinephelus chlorostigma
- Epinephelus cyanopodus
- Epinephelus hexagonatus
- Epinephelus lanceolatus
- Epinephelus maculatus
- Epinephelus merra
- Epinephelus miliaris
- Epinephelus morrhua
- Epinephelus polyphekadion
- Epinephelus socialis
- Epinephelus tauvina
- Etelis carbunculus
- Etelis coruscans
- Etelis radiosus
- Eumegistus illustris
- Euthynnus affinis

## G
- Galeocerdo cuvier
- Gempylus serpens
- Gnathanodon speciosus
- Gnathodentex aureolineatus
- Gracila albomarginata
- Grammatorcynus bilineatus
- Gymnocranius grandoculis
- Gymnosarda unicolor

## H
- Heniochus acuminatus
- Heniochus monoceros
- Heptranchias perlo
- Herklotsichthys quadrimaculatus
- Hexanchus griseus

## I
- Istiblennius lineatus
- Istiompax indica
- Istiophorus platypterus
- Isurus oxyrinchus

## K
- Kajikia audax
- Katsuwonus pelamis

## L
- Lates calcarifer
- Lepidocybium flavobrunneum
- Lethrinus amboinensis
- Lethrinus atkinsoni
- Lethrinus erythracanthus
- Lethrinus harak
- Lethrinus obsoletus
- Lethrinus olivaceus
- Lethrinus rubrioperculatus
- Lobotes surinamensis
- Lutjanus argentimaculatus
- Lutjanus bohar
- Lutjanus fulviflamma
- Lutjanus fulvus
- Lutjanus gibbus
- Lutjanus kasmira
- Lutjanus malabaricus
- Lutjanus monostigma
- Lutjanus quinquelineatus
- Lutjanus rivulatus
- Lutjanus rufolineatus
- Lutjanus semicinctus

## M
- Macolor niger
- Macrodontogobius wilburi
- Makaira mazara
- Mobula japanica
- Monotaxis grandoculis
- Muraenesox cinereus
- Myripristis violacea

## N
- Naucrates ductor
- Nealotus tripes
- Neoepinnula orientalis
- Neoscombrops pacificus

## O
- Oreochromis mossambicus
- Ostichthys archiepiscopus
- Ostichthys japonicus

## P
- Paracaesio gonzalesi
- Paracaesio kusakarii
- Paracaesio stonei
- Paracaesio xanthura
- Parupeneus crassilabris
- Parupeneus insularis
- Plectorhinchus picus
- Plectropomus areolatus
- Plesiobatis daviesi
- Prionace glauca
- Pristipomoides argyrogrammicus
- Pristipomoides auricilla
- Pristipomoides filamentosus
- Pristipomoides flavipinnis
- Pristipomoides multidens
- Pristipomoides sieboldii
- Pristipomoides zonatus
- Promethichthys prometheus
- Pterocaesio tile
- Pterocaesio trilineata
- Pterygotrigla multiocellata

## R
- Rexea prometheoides
- Rhincodon typus
- Ruvettus pretiosus

## S
- Saloptia powelli
- Scarus xanthopleura
- Scolopsis lineata
- Scomberoides lysan
- Scomberomorus commerson
- Selar boops
- Selar crumenophthalmus
- Seriola dumerili
- Seriola rivoliana
- Siganus argenteus
- Sphyraena barracuda
- Sphyraena forsteri
- Sphyraena putnamae
- Sphyraena qenie
- Sphyrna lewini
- Spratelloides delicatulus
- Squalus blainville
- Squalus mitsukurii
- Stenatherina panatela

## T
- Tetrapturus angustirostris
- Thunnus alalunga
- Thunnus albacares
- Thunnus obesus
- Thyrsitoides marleyi
- Trachinotus baillonii
- Trachinotus blochii
- Triaenodon obesus
- Triodon macropterus
- Tylosurus crocodilus

## U
- Uraspis secunda

## V
- Valenciennea sexguttata
- Variola albimarginata
- Variola louti

## X
- Xiphasia matsubarai
- Xiphias gladius[1]